# Адамус
Адамус (ісп. Adamuz) — муніципалітет в Іспанії, у складі автономної спільноти Андалусія, у провінції Кордова. Населення — 4414 осіб (2010).
Муніципалітет розташований на відстані близько 280 км на південь від Мадрида, 27 км на північний схід від Кордови.
На території муніципалітету розташовані такі населені пункти: (дані про населення за 2010 рік)
- Адамус: 3783 особи
- Альгальярін: 631 особа

## Демографія
Динаміка населення (INE ):

## Галерея зображень

Розташування муніципалітету у провінції Кордова